# 佐藤弘樹 (ラジオパーソナリティ)
佐藤 弘樹（さとう ひろき、1957年4月17日 - 2019年6月3日）は、日本のラジオパーソナリティ、英語講師。
エフエム京都のディスク・ジョッキーとして25年8か月に亘って朝のラジオ生番組に出演し、その魅力的なバリトンボイスでリスナーに親しまれた。傍ら、母校の京都外国語大学で非常勤講師をつとめたほか、同志社大学でも講座を受け持った。
日本ペンクラブ正会員、京都国際文化協会理事、京都ユースホステル協会理事、国際言語文化学会会員、映画英語教育学会特別顧問。

## 略歴
1957年、静岡県生まれの両親のもと、北海道にて出生。
1979年、京都外国語大学（英米語学科）を休学してケニアの日本大使館に在外公館派遣員として駐在し、3年弱ほど勤務する。
1983年に大学を卒業し、予備校や英会話学校などで英語教師として働いた。1991年に開局したα-Stationの「ENGLISH HEADLINE NEWS」キャスターを経て1993年から「α-MORNING KYOTO」のパーソナリティーを務め、落ち着いた低い声で人気を得た。
α-MORNING KYOTOの開始時から続いていた番組内コーナー「ワンポイントイングリッシュ」を書籍化してほしいとの要望をうけて、2004年同局が発行する初めての書籍『英語+α: ヨコ文字信仰タテ社会』を刊行。
2006年、α-MORNING KYOTOが日本民間放送連盟賞（ラジオ生ワイド番組部門）の優秀賞を受賞した。「“ながら聴取”を意識した番組構成が、登校前の学生や、家事をしている主婦だけでなく、仕事中のサラリーマンにも心地よい。大学講師でもあるパーソナリティ・佐藤弘樹の、批判精神の中に滲むユーモアセンスが光る。」との講評がつけられた。
2011年から2012年まで京都新聞の夕刊コラム「現代のことば」を担当した他、BS-TBSの至福の京都ふらり散歩でナレーションを務めていた。
2015年、同志社大学で留学生を対象とした講座を担当。翌年、2冊目の自著『賢人の雑学』を刊行した。
体調不良のため2019年5月22日より休養していたが、肺癌により京都市西京区の病院で同年6月3日に死去した（6月17日発表、62歳没）。「最後まで、オンエアマイクの前に居たい」という佐藤本人の希望から、病状を公表しないまま、生放送の仕事を続けていたという。

## 人物
中学1年生で初めて英語にふれ、英語とかかわる半生を送ってきた。大学卒業後、年齢も職業も目的も違うさまざまな人たちと広く関わりたいとの思いから、学習塾、予備校、英会話学校のほか、企業内研修クラス、自治体の文化教室、専門学校、大学で英語の先生をしてきた。その後、「まったく偶然」に、新規開局したエフエム京都でイングリッシュラインキャスター（英語でニュースを読むアナウンサー）になった。当時いたイングリッシュラインキャスターのなかで唯一の日本人だったという。
自著では、英語の面白さや楽しさを説くだけでなく、母国語（日本語）の大切さを何度も語り、「母国語のレベルを超えて外国語を習得することは不可能」と論じた。幼年の段階から英語を教えることをよしとせず、「日本語がつたない日本人を大量に作り出そうとする」国の政策に疑問を投げかけた。加えて、英語の基礎を身につける中学校の英語教育の内容を挙げて、「この英語を覚えて…英語ができるようになるのは奇跡に等しい」、「何を学ばせようとしているのか…理解に苦しむ」、「これはもう国家的犯罪」、「膨大な税金のムダ使い」、「子どもたちが可哀想」、「この状態は高校になるともっと悪化します」と手厳しく批判した。一方で、日本人が日常生活において英語を使うことなく暮らせることに言及し、この幸せを忘れてしまうことがないようにしましょうと語りかけた。自著あとがきに、若いころから思い描いていた荒唐無稽な夢（海外に駐在すること・教壇に立つこと・マイクの前に立つこと・本を出すこと）がすべて実現し、「本当に感無量です」と綴った。

## 出演番組

### α‐Station（エフエム京都）
- ENGLISH HEADLINE NEWS（イングリッシュラインキャスター）
- α-MORNING KYOTO（月曜日 - 木曜日 7:00 - 10:00、1993年10月 - 2019年5月）
- α-MORNING GOLD（金曜日 7:00 - 10:00、2016年4月 - 2019年5月）
- α-JAZZ SITE（パーソナリティ）
  - 1998年5月 - 2004年3月：木曜日 26:00 - 27:00
  - 2013年4月6日 - 2015年3月：土曜日 24:00 - 25:00

## テレビ出演
- 今夜も生でさだまさし
- 京都人の密かな愉しみ

## 著書
- 『英語+α: ヨコ文字信仰タテ社会』（エフエム京都、2004年）
- 『賢人の雑学』（ケイエスティープロダクション、2016年）